# صحرارود
صحرارود، روستایی از توابع بخش مرکزی شهرستان فسا در استان فارس ایران است.

## تعزیه خوانی
بزرگترین تعزیه میدانی کشور با قدمتی ۲۵۰ ساله در ماه محرم هرساله در این روستا در فضای به وسعت ۵۰ هکتار برگزار برگزار می‌شود و تماشاگران این مراسم که در سال ۹۰ به ثبت ملی رسیده است حدود ۴۰ هزار نفر تخمین زده شده است. در این روستا امامزاده سیدمرتضی از نواده گان موسی بن جعفر قرار دارد.

## رتبه در استان
روستای صحرارود مرکز دهستان صحرارود با ۴٬۵۵۴تن جمعیت طبق آمار رسمی سازمان آمار ایران در سرشماری عمومی نفوس و مسکن سال ۹۵ بزرگترین روستای شهرستان فسا و یکی از روستاهای بزرگ استان فارس است و از ۴۴ شهر استان جمعیت بیشتری دارد. در سال ۱۳۹۰ سرپرست معاونت سیاسی امنیتی استاندار فارس از پیگیری ارتقا تقسیمات کشوری در استان فارس از جمله ارتقا روستای صحرارود و فدشکویه به شهر خبر داده بود که هنوز اتفاق نیفتاده است.

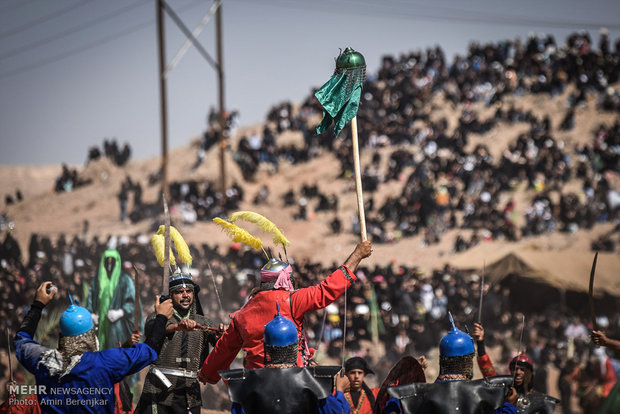
بزرگترین تعزیه میدانی کشور سال 1395

- منبع: فهرست شهرهای استان فارس
- فهرست روستاهای بزرگ استان فارس

| ردیف | نام شهر     | نام شهرستان  | تاریخ تاسیس شهرداری | جمعیت (۱۳۹۵) |
| ---- | ----------- | ------------ | ------------------- | ------------ |
| ۱    | دهکویه      | لارستان      | ۱۳۹۸                | ۴،۵۲۳        |
| ۲    | زنگی آباد   | مرودشت       | ۱۳۹۸                | ۴٬۲۷۳        |
| ۳    | عمادشهر     | لارستان      | ۱۳۸۹                | ۴،۲۳۵        |
| ۴    | خاوران      | خفر          | ۱۳۶۱                | ۴،۳۳۲        |
| ۵    | فدامی       | داراب        | ۱۳۸۷                | ۴،۰۹۷        |
| ۶    | علامرودشت   | لامرد        | ۱۳۷۶                | ۴،۰۶۸        |
| ۷    | خان زنیان   | شیراز        | ۱۳۸۷                | ۴،۰۲۷        |
| ۸    | مظفری       | کوار         | ۱۴۰۰                | ۴،۰۱۲        |
| ۸    | کره‌ای       | سرچهان       | ۱۳۸۲                | ۳،۹۵۴        |
| ۹    | دژکرد       | اقلید        | ۱۳۸۷                | ۳،۹۲۴        |
| ۱۰   | هماشهر      | سپیدان       | ۱۳۸۹                | ۳،۸۵۲        |
| ۱۱   | نوجین       | فراشبند      | ۱۳۸۸                | ۳،۷۶۹        |
| ۱۲   | فال         | مهر          | ۱۳۹۷                | ۳،۷۵۷        |
| ۱۳   | کامفیروز    | مرودشت       | ۱۳۸۲                | ۳،۷۱۳        |
| ۱۴   | خیرآباد     | خرامه        | ۱۳۹۸                | ۳۷۰۱         |
| ۱۵   | رستاق       | داراب        | ۱۳۹۷                | ۳٬۵۹۸        |
| ۱۶   | مزایجان     | بوانات       | ۱۳۹۱                | ۳،۵۶۷        |
| ۱۷   | دهرم        | فراشبند      | ۱۳۸۸                | ۳،۴۶۸        |
| ۱۸   | رحمت‌آباد    | زرقان        | ۱۴۰۰                | ۳،۴۰۲        |
| ۱۹   | خواجه جمالی | بختگان       | ۱۴۰۲                | ۳،۳۹۴        |
| ۲۰   | کوهنجان     | سروستان      | ۱۳۸۹                | ۳،۲۸۱        |
| ۲۱   | خوزی        | مُهر          | ۱۳۹۱                | ۳،۲۴۵        |
| ۲۲   | کوپن        | رستم         | ۱۳۹۱                | ۳،۲۳۷        |
| ۲۳   | اهل         | لامرد        | ۱۳۷۵                | ۳،۱۷۹        |
| ۲۴   | حسامی       | سرچهان       | ۱۳۸۹                | ۳،۱۳۱        |
| ۲۵   | سورمق       | آباده        | ۱۳۸۴                | ۳،۰۵۰        |
| ۲۶   | اسیر        | مُهر          | ۱۳۸۹                | ۳،۰۴۲        |
| ۲۷   | خانمین      | مرودشت       | ۱۳۹۱                | ۳،۰۲۰        |
| ۲۸   | دوبرجی      | داراب        | ۱۳۸۸                | ۲،۹۰۷        |
| ۲۹   | قطرویه      | نی‌ریز        | ۱۳۸۸                | ۲،۸۹۵        |
| ۳۰   | نودان       | کوه‌چنار      | ۱۳۷۹                | ۲،۸۹۲        |
| ۳۱   | کوره        | اوز          | ۱۴۰۰                | ۲،۷۰۶        |
| ۳۲   | افزر        | قیر و کارزین | ۱۳۸۴                | ۲،۶۵۷        |
| ۳۳   | رامجرد      | مرودشت       | ۱۳۸۸                | ۲،۵۵۰        |
| ۳۴   | نوبندگان    | فسا          | ۱۳۸۴                | ۲،۴۱۰        |
| ۳۵   | چاه ورز     | لامرد        | ۱۳۹۷                | ۲،۳۹۱        |
| ۳۶   | حسن آباد    | اقلید        | ۱۳۸۸                | ۲،۰۴۵        |
| ۳۷   | توجردی      | سرچهان       | ۱۴۰۱                | ۲،۰۲۱        |
| ۳۸   | سلطان‌شهر    | خرامه        | ۱۳۹۱                | ۱،۹۲۸        |
| ۳۹   | مادرسلیمان  | پاسارگاد     | ۱۳۹۱                | ۱،۵۴۶        |
| ۴۰   | بابامنیر    | ممسنی        | ۱۳۹۱                | ۱،۳۷۹        |
| ۴۱   | تم شولی     | بختگان       | ۱،۴۰۲               | ۱،۳۶۲        |
| ۴۲   | دوزه        | جهرم         | ۱۳۸۹                | ۱،۳۴۸        |
| ۴۳   | باغ صفا     | سرچهان       | ۱۴۰۲                | ۹۰۸          |
| ۴۴   | محمله       | خنج          | ۱۳۹۸                | ۶۱۲          |

## جمعیت
این روستا در دهستان صحرارود قرار دارد و براساس سرشماری مرکز آمار ایران ۴۵۵۴ نفر است.